# Кузнецов, Павел Степанович
Па́вел Степа́нович Кузнецо́в (1918—1995) — советский дипломат. Чрезвычайный и полномочный посол.

## Биография
кандидат исторических наук.
- В 1949—1952 годах — сотрудник посольства СССР в Великобритании. Выслан по решению британских властей в июле 1952 г.
- В 1952—1956 годах — сотрудник центрального аппарата МИД СССР.
- В 1957—1960 годах — советник посольства СССР в Индонезии.
- В 1960—1963 годах — сотрудник центрального аппарата МИД СССР.
- В 1963—1968 годах — советник посольства СССР в Югославии.
- В 1968—1970 годах — советник-посланник посольства СССР в Югославии.
- В 1970—1972 годах — на ответственной работе в центральном аппарате МИД СССР.
- С 10 июня 1972 по 2 июня 1976 года — чрезвычайный и полномочный посол СССР в Индонезии[1].
- В 1976—1983 годах — председатель Советской делегации в совместной советско-турецкой комиссии по демаркации и редемаркации границы между СССР и Турцией.
- С 1983 года — на преподавательской работе в Дипломатической академии МИД СССР.

Похоронен в Москве на Кунцевском кладбище.